# 基督堂 (海德堡)
基督堂（Christuskirche）是德国海德堡的一座福音派教堂，位于西城区（Weststadt）。
该堂用花岗岩砌筑，建于1900-1904年。建筑风格融合新艺术运动、文艺复兴风格，并兼具哥特式元素。其钟楼高达65米，为海德堡最高的教堂塔楼。教堂有1200个座位。

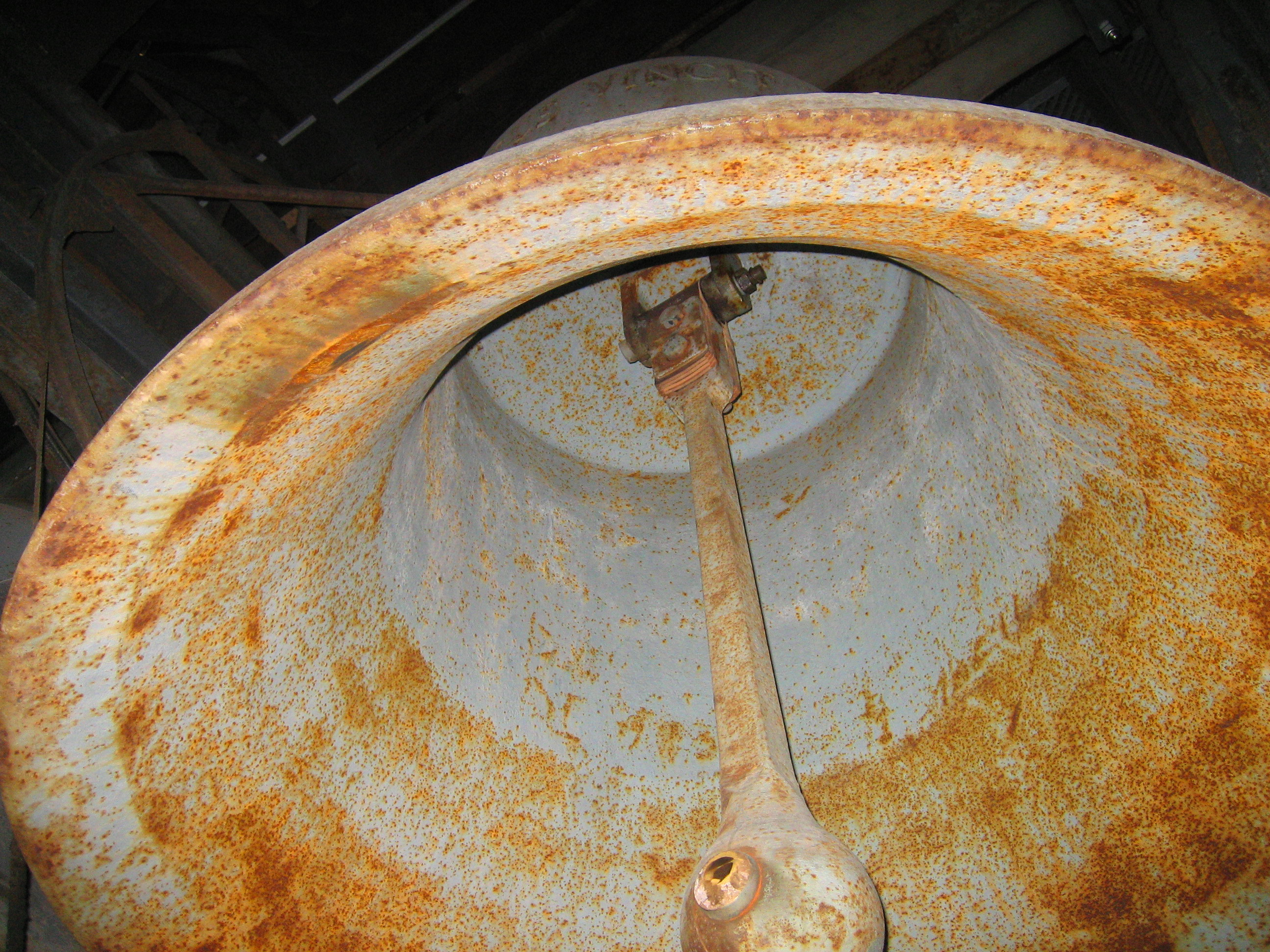
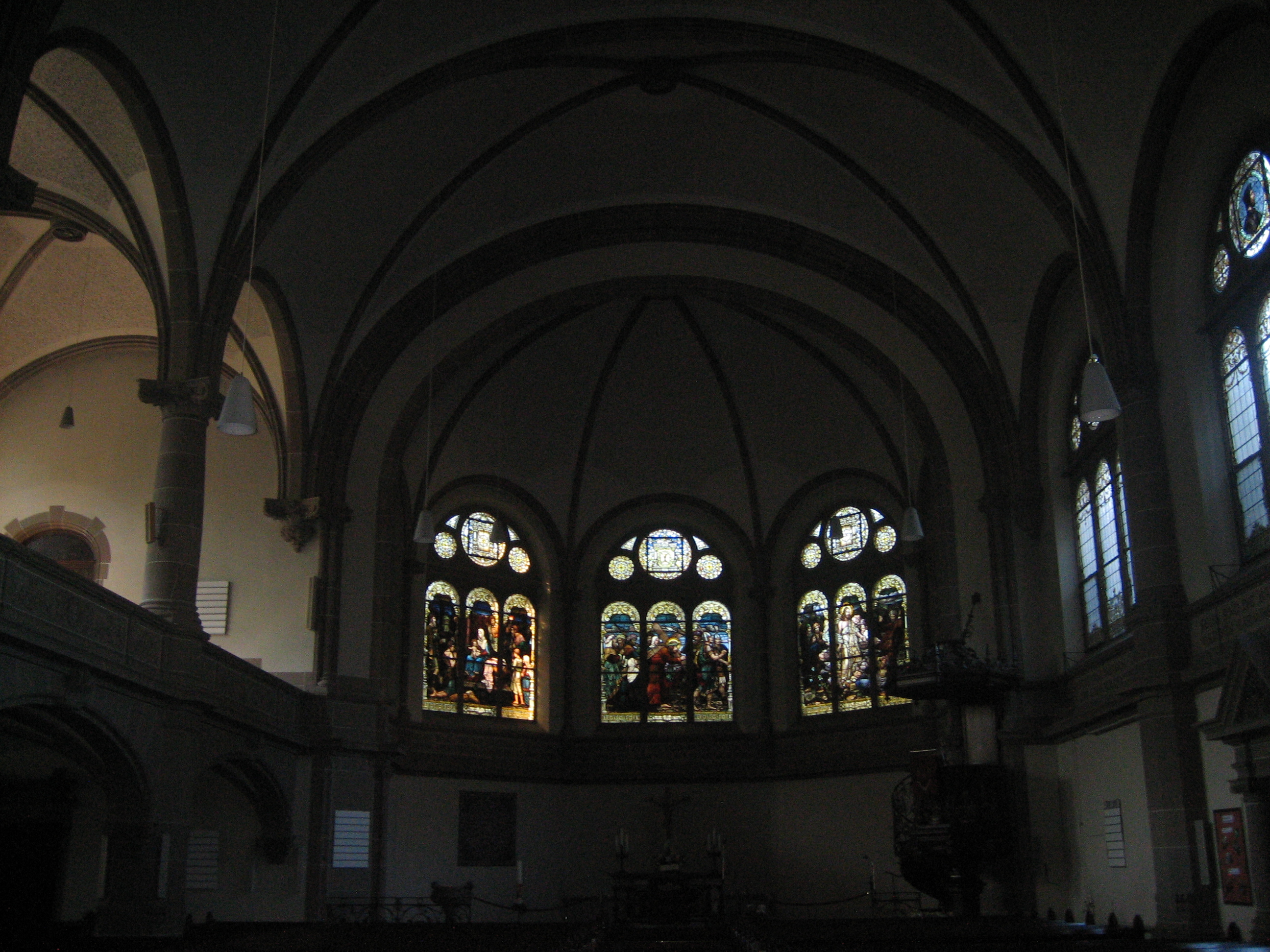
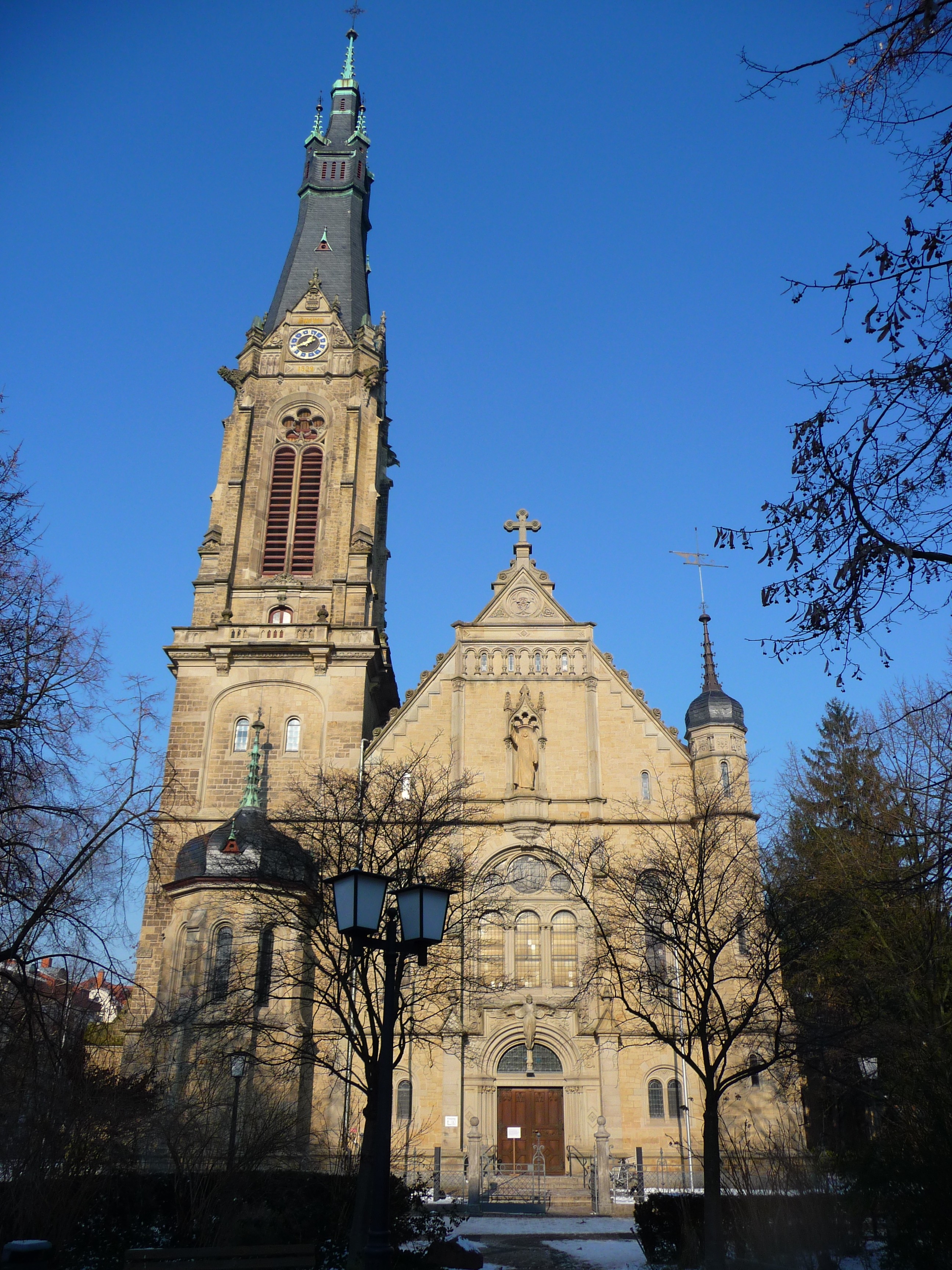
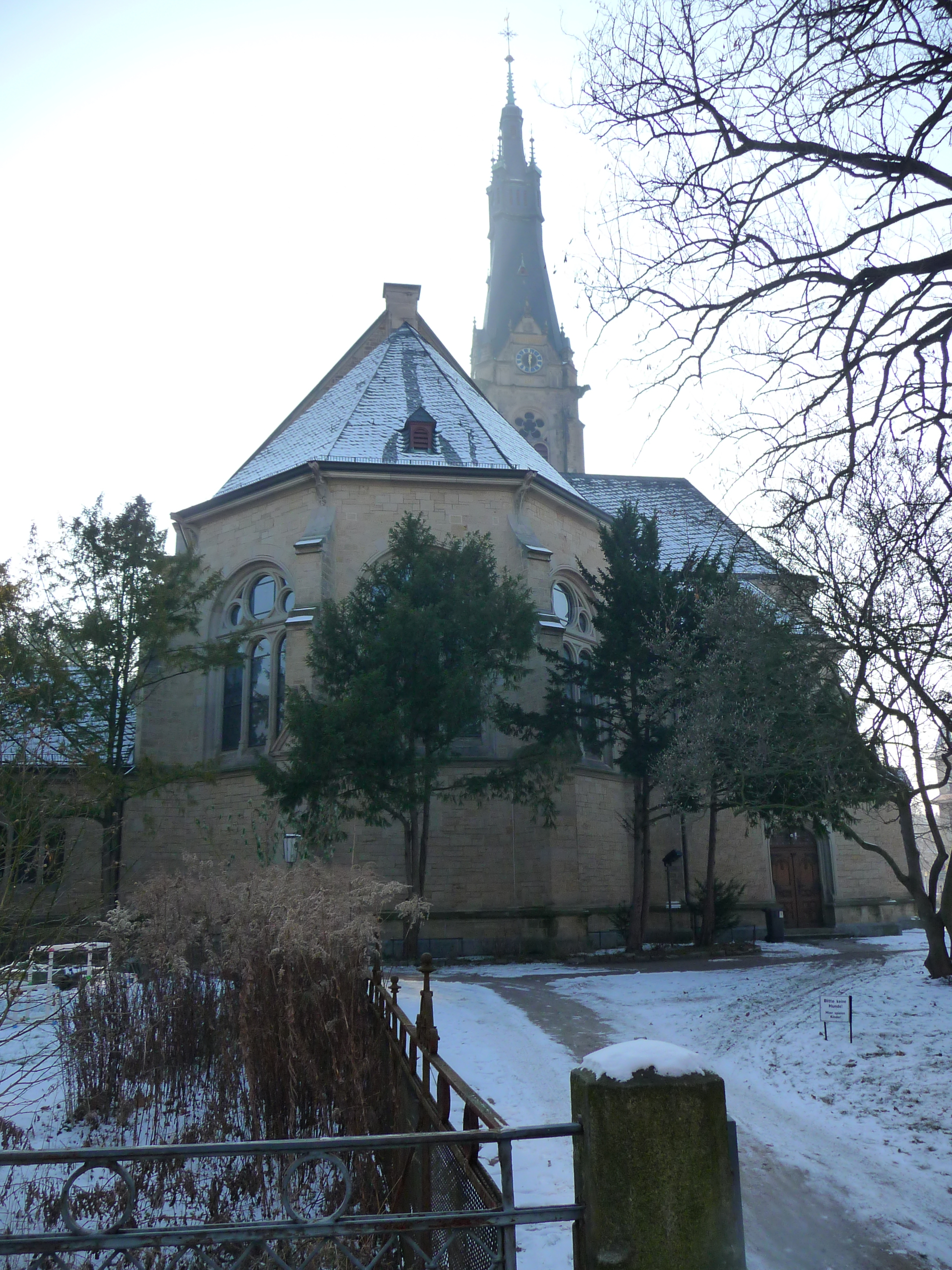
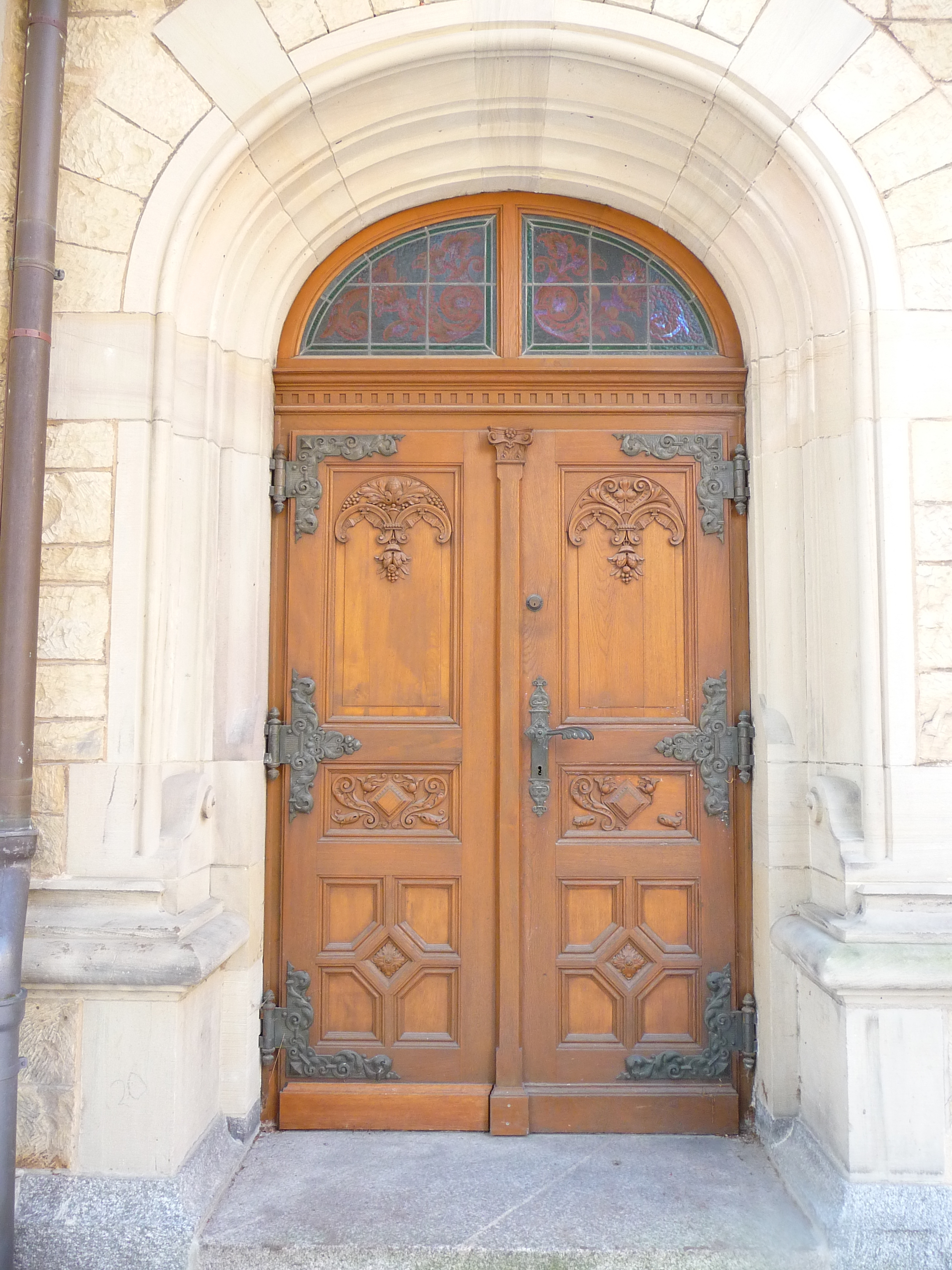
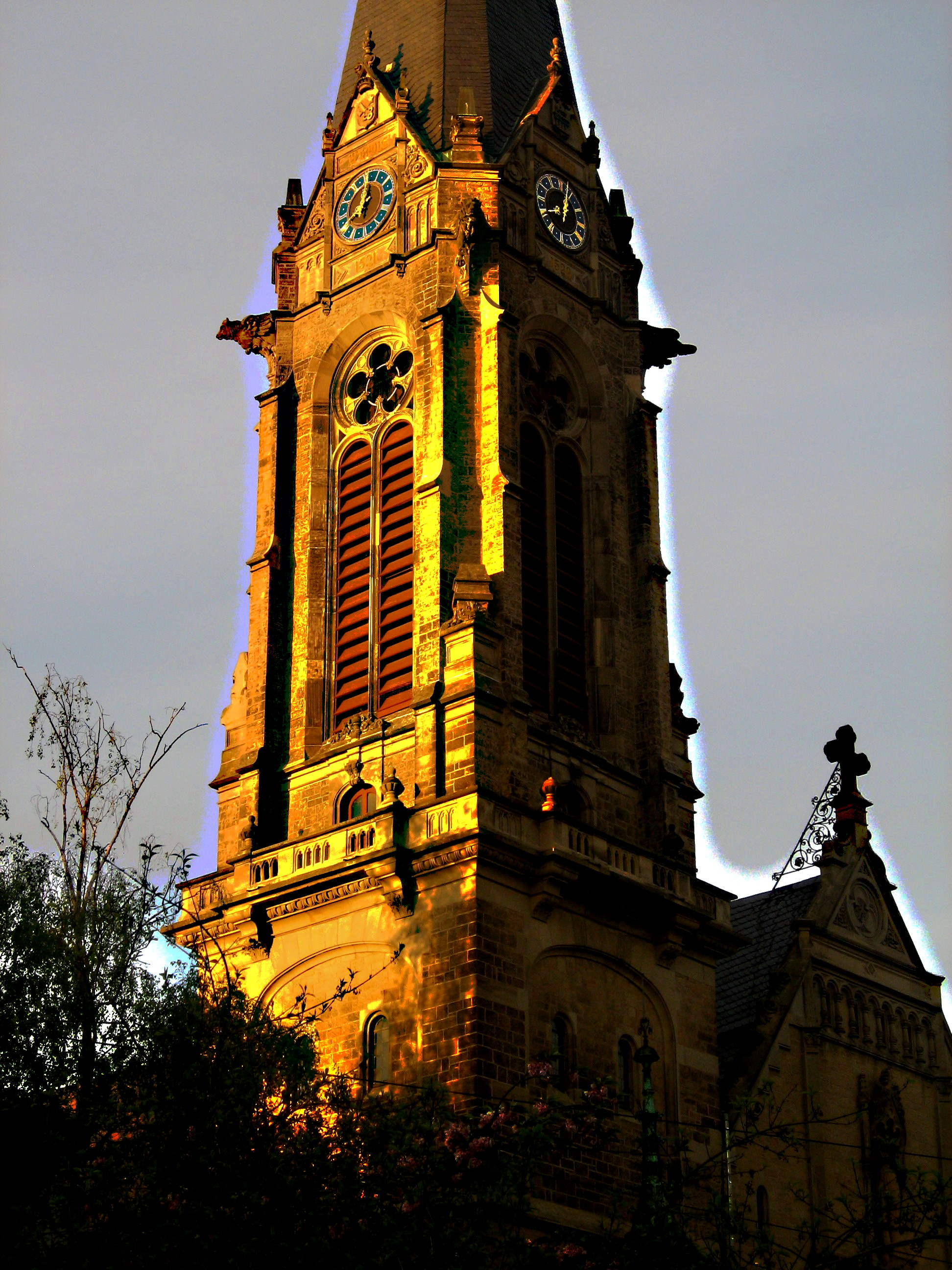